# Enrique Rodríguez Cal
Enrique Rodríguez Cal (Candás, 19 de noviembre de 1951 - Avilés, 23 de noviembre de 2022) también conocido como Dacal II o Dacal, fue un deportista olímpico español que compitió en boxeo.

## Carrera deportiva
Participó en dos Juegos Olímpicos de Verano, obteniendo una medalla de bronce en Múnich 1972, en el peso minimosca (único medallista español de ese año), y el 17º lugar en Montreal 1976, en el mismo peso. En los Juegos Olímpicos de Montreal 1976 fue el abanderado español.
Ganó una medalla de bronce en el Campeonato Mundial de Boxeo Aficionado de 1974 y una medalla de plata en el Campeonato Europeo de Boxeo Aficionado de 1975. En mayo de 2022 anunció que sufría ELA.
Los reconocimientos a la trayectoria deportiva de Dacal se han venido sucediendo durante los últimos años. En el año 2017 el Club Popular de Cultura "Llaranes" (hoy Centro de Estudios del Alfoz de Gauzón) le concedió el Premio Pueblo de Llaranes a la trayectoria profesional. En el año 2022 Enrique Rodríguez Cal realizó el saque de honor en el partido del Pasek Belenos-Pozuelo y fue uno de los homenajeados, junto a Saúl Craviotto, en la gala Fundavi de la Fundación Deportiva Municipal de Avilés. Varios centros educativos de Avilés se unieron a los homenajes en ese mismo año, además de otros realizados con ocasión de fiestas populares como las de Llaranes y La Carriona.
El 10 de septiembre de ese mismo año el Ayuntamiento de Avilés y la asociación Atlética Avilesina organizaron un acto de homenaje a Dacal coincidiendo con el 50.º aniversario de su medalla de bronce en Múnich 1972. Durante el mismo se descubrió un busto del deportista en la zona deportiva de La Toba (Llaranes, Avilés) coincidiendo con el nombramiento del polideportivo municipal con su nombre, sobre la base de la propuesta registrada por el Centro de Estudios del Alfoz de Gauzón que fue aprobada en sesión plenaria del consistorio avilesino por unanimidad de los grupos políticos.

## Post retiro
Desarrolló su vida profesional vinculado a la Empresa Nacional Siderúrgica, S.A. (ENSIDESA), siendo vecino del barrio de Llaranes (Avilés).

## Fallecimiento
Falleció en el Hospital Universitario San Agustín (Avilés) a causa de la esclerosis lateral amiotrófica que venia padeciendo tiempo atrás, el 23 de noviembre de 2022. Pocos días antes, el 19 de noviembre el boxeador olímpico recibió una medalla simbólica en el homenaje organizado por sus amigos de Candás, al cumplir el L aniversario de su medalla olímpica.

## Palmarés internacional
| Juegos Olímpicos   | Juegos Olímpicos   | Juegos Olímpicos  | Juegos Olímpicos |
| Año                | Lugar              | Medalla           | Categoría        |
| ------------------ | ------------------ | ----------------- | ---------------- |
| 1972               | Múnich (RFA)       | Medalla de bronce | 48 kg            |
| Campeonato Mundial |                    |                   |                  |
| Año                | Lugar              | Medalla           | Categoría        |
| 1974               | La Habana (Cuba)   | Medalla de bronce | 48 kg            |
| Campeonato Europeo |                    |                   |                  |
| Año                | Lugar              | Medalla           | Categoría        |
| 1975               | Katowice (Polonia) | Medalla de plata  | 48 kg            |